# インドネシアにおけるLGBTの権利
インドネシアのレズビアン、ゲイ、バイセクシャル、トランスジェンダー（LGBT）市民には、非LGBT市民にはない法的課題や諸問題が存在している。インドネシアの伝統的なモーレス（慣習）において、公序良俗の観点から同性愛や異性装は認められていない。インドネシアの同性愛カップルや家庭は、異性間の婚姻カップルに適用されている法的保護が適用されていない。インドネシア社会では個人の権利追求よりも社会的調和が重要視されているため、同性愛の権利は非常に不安定な位置づけにある。インドネシア国内のLGBTコミュニティは、可視化や政治的な活動が進みつつある。

## 法整備
インドネシア刑法では成人間の同意による私的で非商業的な同性関係は制限されていない。同性間の同棲や不倫、ウィッチクラフトを規制する法律は2003年に廃止されている。
2002年にインドネシア政府はアチェ州のムスリム住民に対してイスラム教のシャーリアを導入した。シャーリア法において同性愛は「社会規範における良識や宗教および法規を破る堕落行為」にあたるとされる。同性間の性行為やソドミー、セクシャルハラスメントやその他の性的興奮を煽る行為が堕落行為に含まれている。
ジャカルタではレズビアンやゲイ、バイセクシャル、トランスジェンダー、トランスセクシャルの人々は、法的に "cacat" （障がい者）または精神的ハンディキャップのある人物として扱われるため、法的保護は行われていない。1993年より私的な同意に基づく同性間の関係性は認められているものの、性的同意年齢は異性間の17歳以上よりも高い18歳と定められている。
インドネシア憲法では性的志向や性自認について特別に明示された条項はない。憲法では法の下の平等や機会の平等、職場における人道的な扱い、宗教の自由、表現の自由、平和的集会および結社の自由などの法的権利を全ての市民に保障している。これらの法的権利は、社会的秩序や宗教規範を保護する法律の前では明確に制限されている。

## 性同一性およびその表現
トランスヴェスタイトやトランスセクシャル、トランスジェンダーに対するインドネシア国内での地位は複雑な状況にある。異性装自体は違法とされているが、美容産業や芸能産業に従事するトランスジェンダーの人々に対しては世間的に寛容な面もあり、最も著名な人物にトークショーのホスト Dorce Gamalama がいる。しかしながらトランスジェンダーの人々を差別やハラスメントから保護する法的制度は無い。また国内での性別適合手術の実施や、法的な性別変更も認められていない。
トランスジェンダーの人々に対する差別やハラスメントおよび暴力は、稀なケースではない。このため彼らの中でも性自認を隠さない人々は正当な雇用先を確保することが難しく、生活のために売春やその他の違法行為をせざるを得ない状態に置かれていることもしばしばある。
イスラム教のインドネシアウラマー会議は、トランスジェンダーの人々は生まれ持った性別で生きることを規則として定めた。「彼らが治療や教えによる救いを望まないのであれば、嘲笑や苦しみを味わうことを覚悟しなくてはならない」と語った。2012年に50歳のトランスジェンダー Yuli Retoblaut はインドネシアの人権委員会の代表に就任した 。インドネシアでは「男らしくする」として12人の男性の髪を勝手に切ることも行われる。

## 同性間のリレーションシップの承認
同性結婚やシビル・ユニオン、ドメスティックパートナーシップ制度などは法制化されていない。

## 養子縁組や家族制度
インドネシア国内では、同性カップルの養子引き受けは認められていない。異性間の婚姻カップルのみが養子引き受けを行なうことができる。

## 市民権の保護
インドネシア国内において性的指向や性同一性に基づく差別やハラスメントを防止する法律は整備されていない。

## メディアにおけるLGBT
2006年に法制審議が開始された ポルノグラフィティおよびポルノ行為規制法では「同性間の性的関係を促す歌や詩、映画、絵画、写真を含むいかなる文章または映像や音声」が禁止されている。法違反に対しては罰金または7年以下の懲役が科せられるとされた。しかしながらインドネシア国内のメディアは同性愛についての話題を扱っている。

## 政党の見解
多くの政党や政治家がLGBTの権利について沈黙を続けているが、闘争民主党や PKB (National Awakening Party) の議員らが支持を表明している。

## 社会運動
1982年にインドネシアで初めてのゲイの権利擁護団体が発足した。Lambda Indonesia などの団体が1980年代後半から90年代にかけて設立された。今日活動している団体に Gaya Nusantara や Arus Pelangi などがある。
東南アジアにおいて、インドネシアの同性愛者による社会運動は歴史が長くまた規模の大きなものの一つとされる。 Lambda Indonesia は懇親会や啓発活動、ニュースレターの発行を行なっていたが、1990年代に解散となった。Gaya Nusantara はAIDSをはじめとした同性愛関連課題を中心に活動している。ほかに1998年に発足したグループの Yayasan Srikandi Sejati がある。このグループはトランスジェンダーの健康支援を中心に活動しており、トランスジェンダーのセックスワーカーに対してHIV/AIDSのカウンセリングやコンドームの提供を無償クリニックにて行なっている。インドネシア国内のLGBTグループ数は30団体が活動しているとされる。
2006年に ジョグジャカルタ市にてLGBTの権利について検討する国際会議が開催され、ジョグジャカルタ原則が採択された。しかしながら2010年3月にスラバヤで行なわれた国際会議では、Indonesian Ulema Council（ムスリム聖職者の団体）による強い非難や、反対者による活動で混乱が発生した。

## 生活環境
インドネシアは国民の86%がムスリムであるとされる 。インドネシア当局による家族関連の施策や、婚姻に対する社会的圧力、宗教の影響もあり、同性愛は基本的に容認されていない。ムスリムの伝統主義層/現代主義層を問わず、同性愛に対する反発は強い。FPI (the Front of Supporters of Islam) や FBR (Betawi Council Forum) をはじめとしたイスラム原理主義グループは、イスラムの価値観を脅かしていることを理由にLGBTの人々を住居や職場にて攻撃する行為を公然と行なっている。
宗教過激派の人々によるLGBTの人々に対する差別や暴力も露骨に行なわれているが、職場や学校などでの友人や家族による差別や暴力も小さいながら行なわれている。警察による妨害なども日常的に行なわれているが、被害者の泣き寝入りにより事件化することは少ない。性的指向を理由にした逮捕や罰則も頻繁しており、また刑務所における暴力被害も発生しているとされるが、報復を恐れて訴えられるケースは多くない。
インドネシアはムスリム国家のなかでも比較的穏健で寛容であるとされ、LGBTの人々に対しても概ね同じとされる。LGBTの人々のメディアへの露出もいくらかあり、また政府はLGBTコミュニティやイベント開催についても認めている。しかしながらイスラム教の保守的な規範は広く社会に浸透している。同性愛や異性装のタブーは存在し、LGBTの人々は地元の宗教法や過激的な自警団グループからしばしば標的とされている。

### HIV/AIDS
HIV/AIDSに関する法的ガイドラインは存在しないが、多くの地方で社会問題化している。HIV感染者のインドネシア入国は、拒否や隔離の対象となる場合がある。国内の学校においては性教育があまり行なわれていないため、一般市民の性感染症に対する知識はあまり高くない。性教育を推進する団体は存在するものの、学校関係者からの明確な反発が頻繁に起こっている。AIDSを「ゲイの病」とする風評やLGBTの非難を除去するために、インドネシアのLGBT団体は早くから健康問題に力を入れている。